# Parque nacional Mallasa

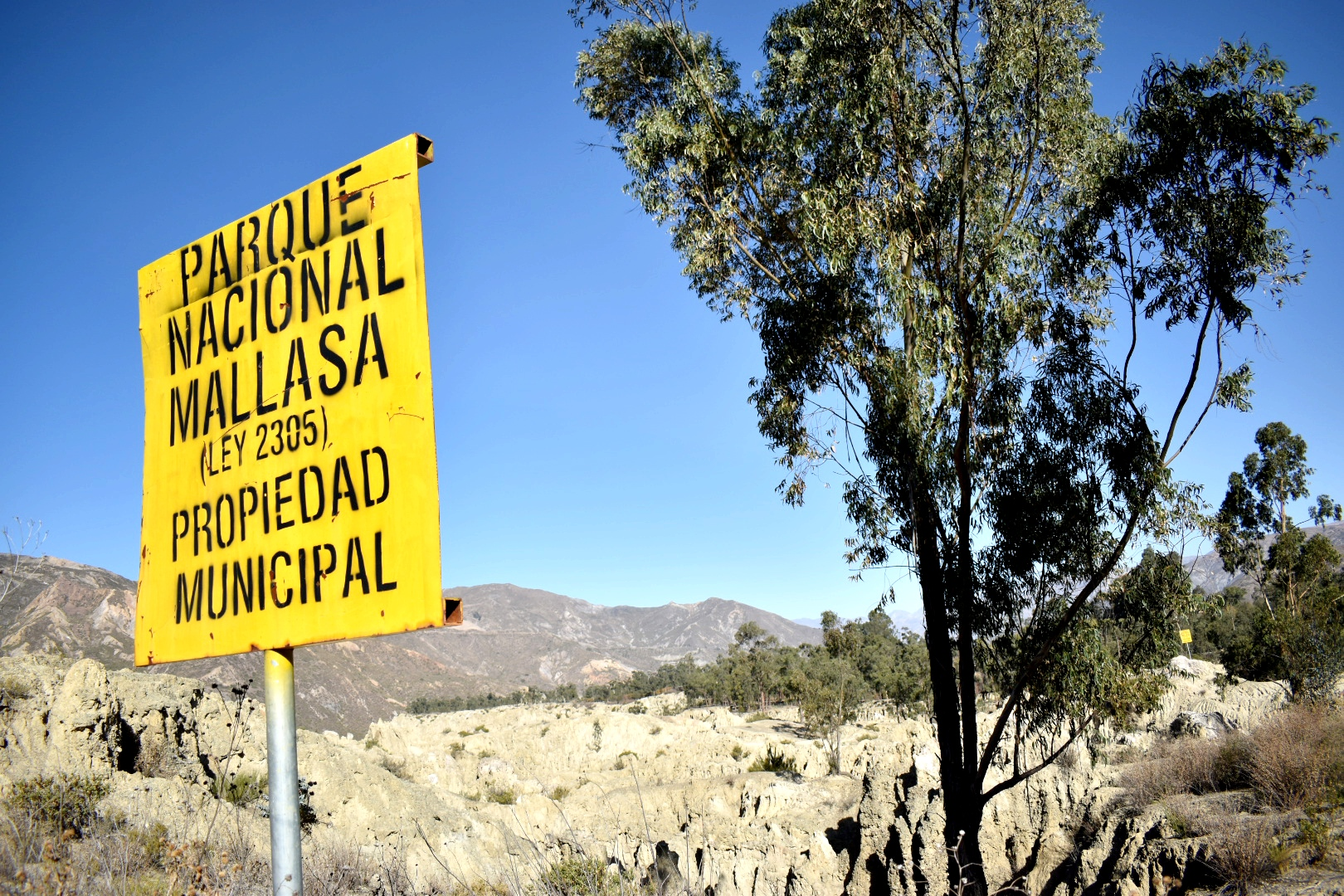
Parque Nacional Mallasa

El Parque nacional Mallasa, actualmente área protegida Municipal Mallasa, es un área protegida de Bolivia, ubicada en el macrodistrito Mallasa, al sur del municipio de la ciudad de La Paz, aproximadamente a 45 minutos del centro urbano.
Se caracteriza por ser una amplia meseta de suave declive que alberga a gran cantidad de eucaliptos, en medio de los cuales existen áreas verdes para la práctica deportiva y recreación al aire libre. Dentro de su superficie se encuentra el valle de la Luna, el valle de Valencia, y el Bioparque Vesty Pakos.

## Historia
El Parque Nacional Mallasa fue creado el 6 de febrero de 1956 bajo el Decreto Supremo Nº 4309 donde se declara: 
ARTICULO 1º- Declárase de necesidad y utilidad pública el establecimiento del Parque Nacional de Mallasa, que será proyectado e instalado, contemplando espacios verdes, campos de esparcimiento, paseos y construcciones deportivas al aire libre. 
Asimismo, el Decreto Supremo Nº 10125 de 18 de febrero de 1972, donde se transfiere a la Municipalidad de La Paz el Parque Nacional de Mallasa. 
ARTÍCULO 1.- Transfiérase a la Municipalidad de La Paz, el Parque Nacional de Mallasa, con todos sus usos, costumbres y servidumbres, servicio de agua potable existente con instalaciones actuales; construcciones y muebles que lo guarnece, así como el privilegio de uso de las aguas del río Choqueyapu y riachuelo de Achocalla, vertientes y espacios libres de terreno que sean necesarios para su forestación, con destino a área verde de la ciudad, campos de esparcimiento y construcciones deportivas. 